# Leoparden-Wühlwolf
Der Leoparden-Wühlwolf oder die Leopardenspinne (Arctosa leopardus), auch Leopard- oder Leoparden-Bärin sowie Moos-Wolfspinne genannt, ist eine Spinne aus der Familie der Wolfspinnen (Lycosidae). Die Art ist paläarktisch verbreitet und zählt zu den häufigeren Wühlwölfen (Arctosa).

## Merkmale

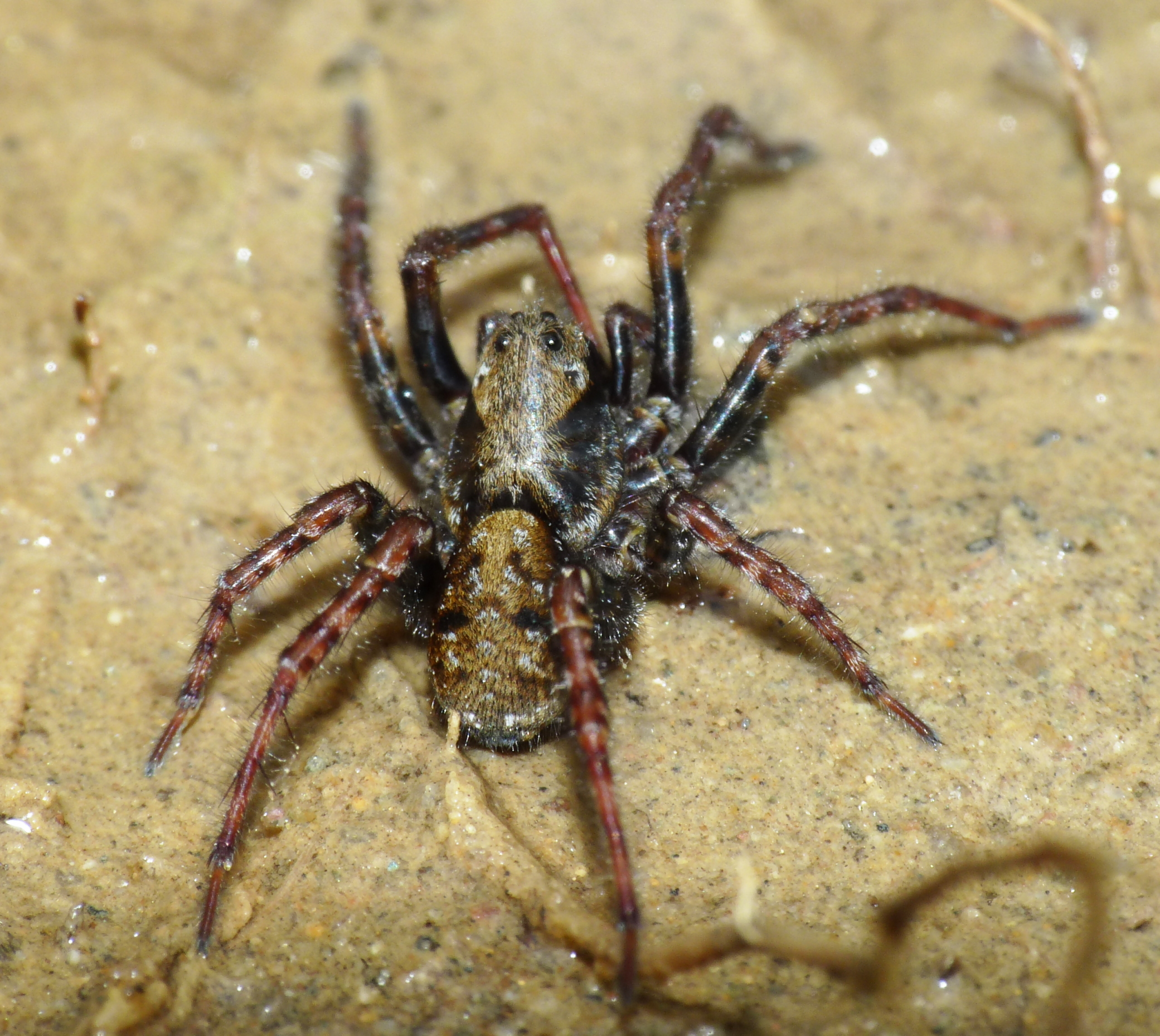
Rückansicht eines Weibchens

Das Weibchen des Leoparden-Wühlwolfs erreicht eine Körperlänge von 8,5 bis zehn und das Männchen eine von fünf bis sieben Millimetern, womit der Leoparden-Wühlwolf zu den mittelgroßen Arten der Wühlwölfe und auch zu den vergleichsweise großen Wolfspinnen Mitteleuropas zählt. Dabei nimmt das Prosoma (Vorderkörper) beim Weibchen eine Länge von 2,9 bis 4,1 und beim Männchen eine von drei bis 4,1 Millimetern ein.
Der Carapax (Rückenschild des Prosomas) ist rot- bis dunkelbraun gefärbt. Es verfügt anders als bei anderen Wühlwölfen (Arctosa) über weniger auffällige mediane und laterale Streifen, die aus weißen Härchen bestehen. Letztere sind aus vier bis fünf Flecken zusammengesetzt. Der Carapax erscheint oftmals glänzend und ist nicht selten mit einer dichten Behaarung bedeckt. Die Cheliceren und die Kopfregion erscheinen schwarz bis grau. Das Sternum ist dunkel gefärbt und weist helle Flecken gegenüber den Coxen (Hüftglieder) auf.
Die Beine des Leoparden-Wühlwolfs sind blass braun gefärbt und mit dunklen Ringeln versehen. Die Tibien (Schienen) des ersten Beinpaares sind mit einem Paar ventraler Stacheln versehen, die des zweiten hingegen mit nur einem einzelnen ventralen Stachel. Dafür ist hier jedoch noch jeweils ein Paar Stacheln auf der Apikalseite vorhanden.
Das Opisthosoma (Hinterleib) der Art ist meist dunkelbraun bis schwarz gefärbt. Beim Männchen kann es aber auch auffällig gelb in Erscheinung treten. Seine Medianseite ist mit einem schmalen, pfeilförmigen und gelb gefärbten Längsstreifen in der Herzregion versehen. Weiter hinten befinden sich je zwei Reihen gelb-grünlicher und zwei Paare dunkler Punkte. Die Bereiche zwischen den Punkten können grau oder selten auch bläulich gefärbt sein. Die Ventralseite zeigt eine dunkelgraue Fläche auf hellerem Grund, welche in der Mitte eingeschnürt ist. Das gesamte Opisthosoma ist mit feinen Härchen bedeckt.

### Aufbau der Geschlechtsorgane
Wie bei anderen Spinnen auch zeichnet sich der Leoparden-Wühlwolf durch genitalmorphologische Merkmale der Bulbi (männliche Geschlechtsorgane) und der Epigyne (weibliches Geschlechtsorgan) aus, die auch der genaueren Bestimmungshilfe dienen können.

#### Aufbau der Bulbi
Die Größe der kompakt kugelförmigen und einfach gebauten Bulbi und die der daran befindlichen etwa 0,25 Millimeter langen Medianapophysen (chitinisierte Fortsätze) des Leoparden-Wühlwolfs werden leicht von der Länge des Prosomas beeinflusst. Stärker sind davon jedoch die Länge der Tibien der Pedipalpen (umgewandelte Extremitäten im Kopfbereich), und die der Cymbii (drittletzte Glieder der Bulbi) beeinflusst.
Das größte Glied eines einzelnen Bulbus ist bei dieser Art das glatte und keinen ventralen Vorsprung aufweisende Tegulum (vorletztes Glied). An das Tegulum großflächig angebunden ist die Medianapophyse, die transversal sowie retrolateral am Rand des Alveolus verläuft und in einem langen, in sich gebogenen Haken endet. Die Medianapophyse weist auf der dritten Basalhälfte einen ventral angelegten, zahnartigen und seitlich abgerundeten Fortsatz auf, der auf der Basalseite ebenfalls gezähnt ist. Auf der distalen Seite ist die Medianapophyse zu einem flachen, sich apikal verengendem Kanal mit scharf sklerotisierten Rändern ausgehöhlt.
Auf der Distalseite der Medianabophyse liegt die Palea auf. Dabei handelt es sich um einen schildförmig breiten und hellen Sklerit, der auf der distalen Hämatodocha aufsitzt und im nicht-expandierten Zustand flach aufliegt. Die Palea trägt den aus Embolus und Terminalapophyse bestehenden Endapparat. Die Palea weist auf ihrer retrolateralen Seite eine lange und krallenförmige Terminalapophyse auf, deren äußerer Ast nur als rundlich gewölbter Lappen ausgebildet ist.
Prolateral auf der Palea befindet sich der komplex aufgebaute Embolus. Sein stark sklerotisierter Truncus ist zur Medianapophyse gerichtet und kommt mit dem distalen Ende mit deren Rückenkanal in Verbindung. Durch seine löffelartige Struktur stützt er das wie eine Kanüle geformte und die separate Embolusspitze bildende Apikalsklerit, in welchem lateral mit einer kurzen Krümmung der in eine breite Pars pendula eingebettete Spermophor übergeht.

#### Aufbau der Epigyne
Die Epigyne (weibliches Geschlechtsorgan) des Leoparden-Wühlwolfs zeichnet sich durch eine einfache Struktur und eine geringe Sklerotisierung aus. Sie weist zwei durch ein caudal als auch oral verbreiterndes Septum getrennt, das wiederum beborstet ist.
Eine einzelne Grube weist im oralen Bereich die vordere Epigynentasche auf, die vom  Rand der Epigynengrube überwölbt wird. An der caudalen Seite befindet sich die mittlere Epigynentasche, die sich lateral-distal bis zum tiefsten Bereich der Epigyne erstreckt und bis an die Einführungsöffnungen heranreichen. Im caudalen Bereich der Epigyne ist als hintere Epigynentasche am  lateralen Rande des Septums eine weitere Eintiefung erkennbar.

### Ähnliche Arten

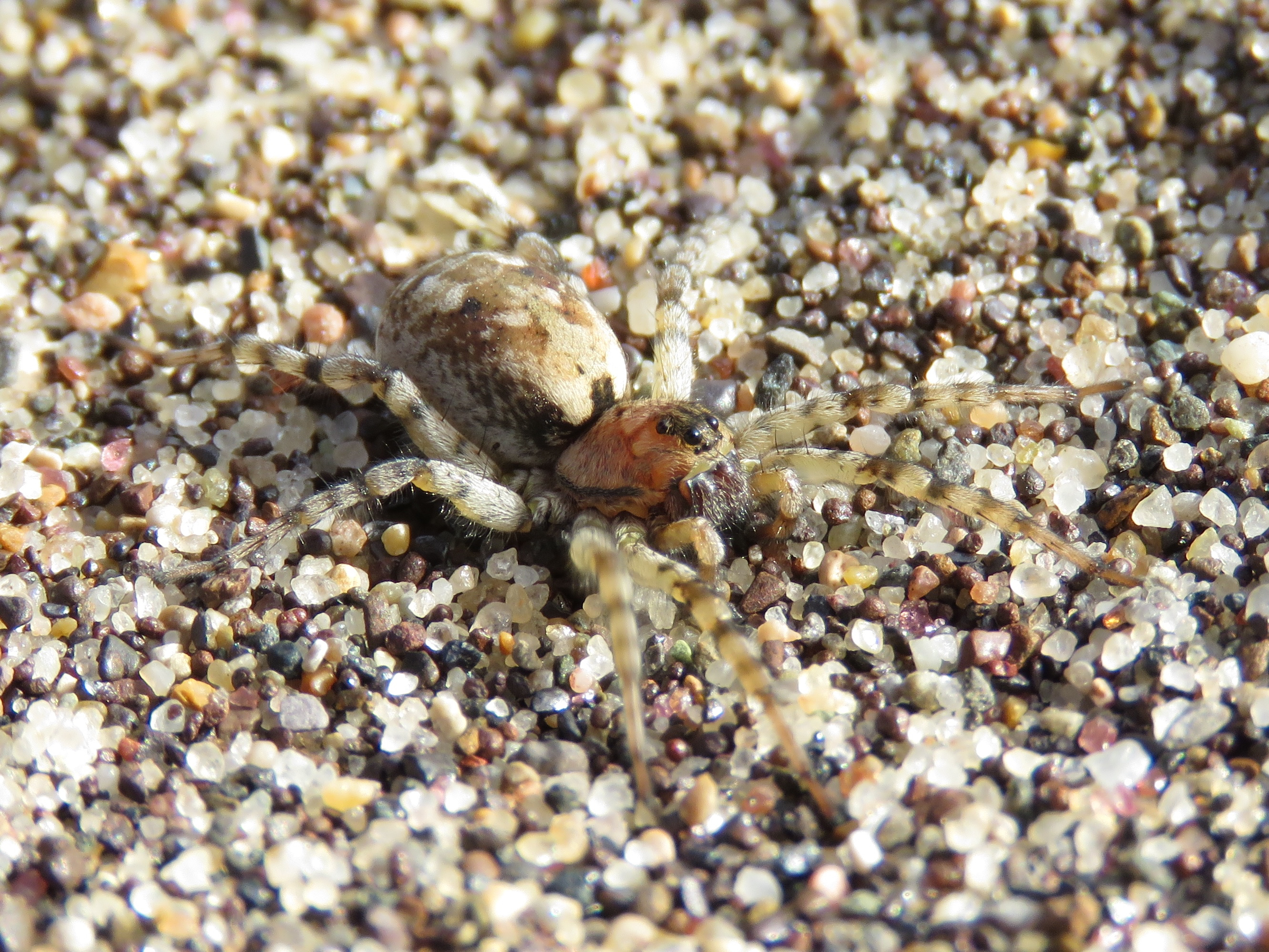
Weibchen des Bunten Sandwühlwolfs (Arctosa perita)

Eine dem Leoparden-Wühlwolf ähnliche Art ist der ebenfalls zu den Wühlwölfen (Arctosa) zählende Bunte Sandwühlwolf (A. perita), der eine ähnliche Größe und Färbung wie der Leoparden-Wühlwolf aufweist, aber zumeist etwas heller gefärbt ist. Eine weitere ähnliche Art ist Arctosa fulvolineata, die aber etwas größer als der Leoparden-Wühlwolf ist.

## Vorkommen
Das Verbreitungsgebiet des Leoparden-Wühlwolfs umfasst Europa, Ägypten, die Türkei, Kaukasien, Russland (vom europäischen Teil bis Südsibirien), den Iran und Zentralasien. In Europa ist er in den meisten Ländern und Gebieten vertreten. Nachweise der Art liegen lediglich aus Island, dem westlichen und dem nördlichen in Europa gelegenen Teilen Russlands sowie der Oblast Kaliningrad, Bosnien und Herzegowina sowie Armenien.
Auf den Britischen Inseln ist der Leoparden-Wühlwolf besonders in Wales und in Südengland und anderweitig verstreut vertreten. Im Zentrum und im Norden des Vereinigten Königreiches ist die Art dennoch vielerorts fehlend.

### Lebensräume

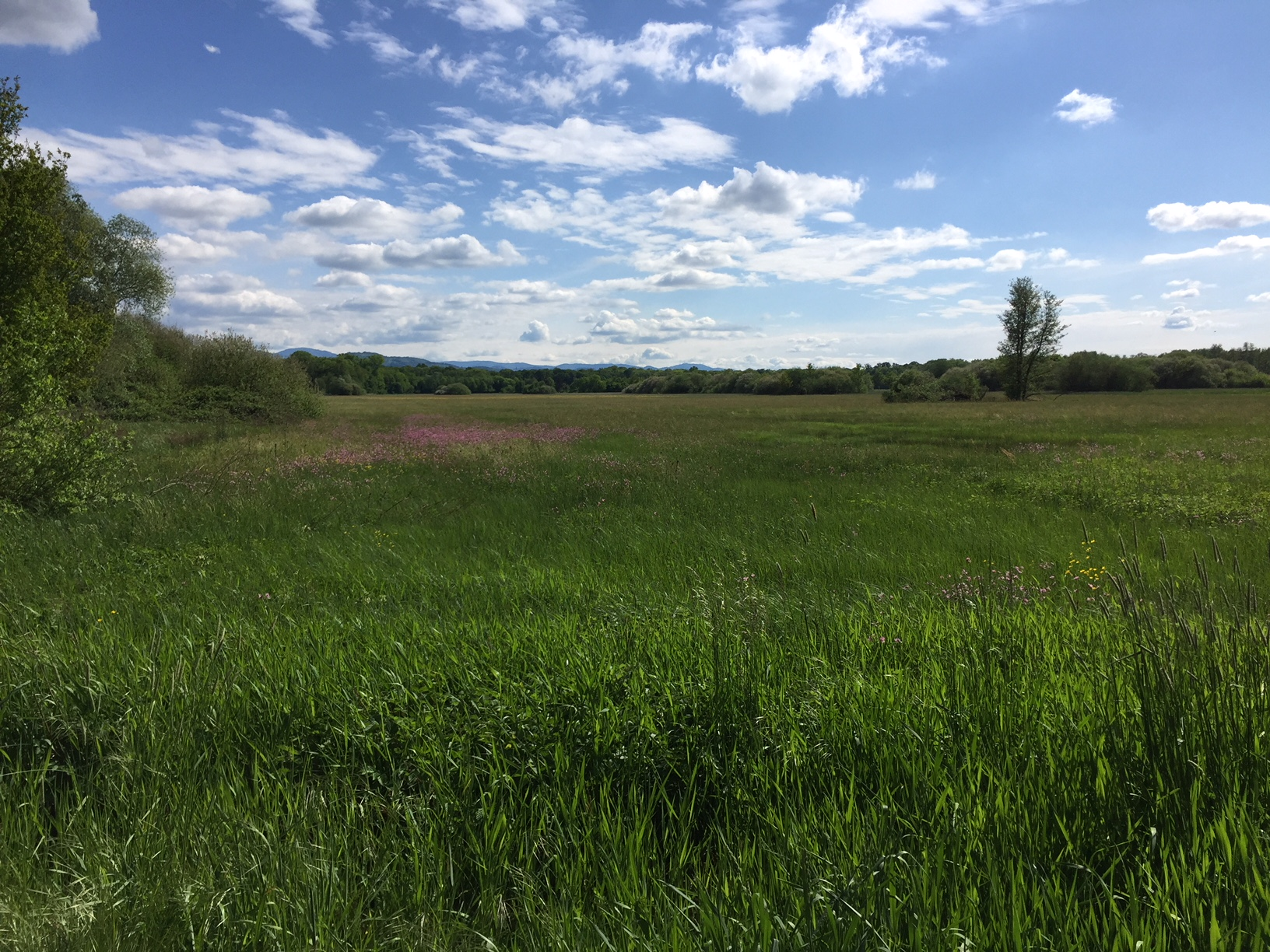
Feuchtwiese im Naturschutzgebiet Mühlmatten beim Stadtteil Hochdorf von Freiburg im Breisgau, eines der Habitate des Leoparden-Wühlwolfs.

Der Leoparden-Wühlwolf bewohnt eine Vielzahl feuchter Lebensräume, darunter feuchte Heiden, Dünensenken, Moore, Sumpflandschaften, wenig beschattete Ufer stehender Gewässer, Schilfwiesen, feuchte Naturwiesen, Salzstellen und teilweise auch Salzwiesen.

### Bedrohung und Schutz
Der Leoparden-Wühlwolf ist in Europa vielerorts häufig zu finden und auch anders als viele andere mitteleuropäische Arten der Wühlwölfe (Arctosa) nicht bedroht. In der Roten Liste gefährdeter Arten Tiere, Pflanzen und Pilze Deutschlands etwa wird die Art in die Kategorie „ungefährdet“ eingestuft und unterliegt demzufolge in Deutschland keinem Schutzstatus. Letzteres gilt auch für das Vereinigte Königreich, wo die Bestände der Art von der IUCN mit dem Gefährdungsstand LC („least concern“) gewertet werden.
Die globalen Bestände des Leoparden-Wühlwolfs hingegen werden von der IUCN nicht gewertet.

## Lebensweise

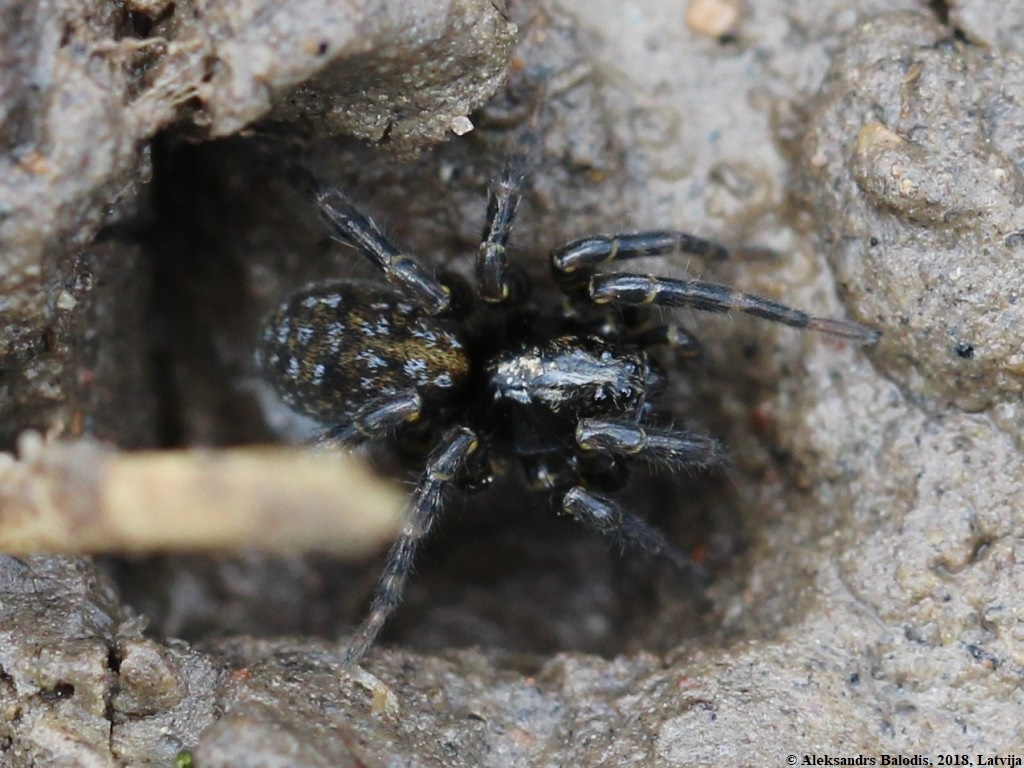
Weibchen in seinem Unterschlupf

Der Leoparden-Wühlwolf ist in seinen bevorzugten Habitaten besonders auf Moos und feuchtem Bodenstreu zu finden. Im Gegensatz zu vielen anderen Wühlwölfen legt er keine mit einem Gespinst ausgekleidete Wohnröhren an, sondern lediglich ein Wohngespinst unter Detritus oder Laub.

### Jagdverhalten und Beutefang
Der Leoparden-Wühlwolf lebt wie fast alle Spinnen räuberisch und legt wie die meisten Wolfspinnen kein Fangnetz zum Zwecke des Beutefangs an, sondern jagt freilaufend auf dem Boden. Potentielle Beutetiere werden wie es bei Wolfspinnen mit dieser Jagdweise üblich ist, mit dem gut entwickelten Sehsinn wahrgenommen. Gelangen sie in Reichweite der Spinne, springt diese das Beutetier an und macht es mit dem durch die Cheliceren injizierten Nervengift flucht- und kampfunfähig.
Das Beuteschema des Leoparden-Wühlwolfs umfasst andere Gliederfüßer, die die eigenen Ausmaße der Spinne nicht übertreffen.

### Lebenszyklus
Der Lebenszyklus des Leoparden-Wühlwolfs gliedert sich in mehrere Etappen und ist überdies wie bei vielen in den gemäßigten Klimazonen verbreiteten Arten von den Jahreszeiten abhängig.

#### Phänologie
Die Aktivitätszeit ausgewachsener Exemplare des Leoparden-Wühlwolfs erstreckt sich auf den Zeitraum zwischen April und Oktober. Dabei sind Männchen besonders im Juni häufig anzutreffen. Beide Geschlechter gemeinsam sind am häufigsten zwischen Ende April und Juni zu finden, die Weibchen danach auch noch häufiger als die Männchen.

#### Fortpflanzung
Das Fortpflanzungsverhalten des Leoparden-Wühlwolfs entspricht dem anderer Wolfspinnen. Ein paarungswilliges Männchen sucht den Unterschlupf eines arteigenen und geschlechtsreifen Weibchens auf und vollführt, sobald dies geschehen ist, einen für Wolfspinnen üblichen Balztanz. Die bei erwiderter Paarungswilligkeit des Weibchens erfolgende Paarung gleicht ebenfalls der anderer Wolfspinnen sowie Vertreter der Familie Lycosoidea, d. H. das Männchen steigt auf das Prosoma des Weibchens, umgreift von dort dessen Opisthosoma und führt den rechten Bulbus in der rechten Epigynenhälfte seiner Partnerin ein.
Einige Zeit nach der Paarung fertigt das Weibchen einen Eikokon an, den es ebenfalls nach Eigenart der Wolfspinnen an den Spinnwarzen angeheftet mit sich trägt. Die geschlüpften Jungtiere klettern dann auf das Opisthosoma ihrer Mutter und lassen sich von dieser für einige Zeit tragen, ehe sie sich von dieser trennen und selbstständig heranwachsen. Die Jungtiere überwintern und erlangen die Geschlechtsreife im Folgejahr.

## Systematik
Der Leoparden-Wühlwolf wurde 1833 von Karl Jakob Sundevall erstbeschrieben und wie damals alle Wolfspinnen in die Gattung Lycosa eingeordnet, wodurch er die Bezeichnung L. leopardus erhielt. Die heute gültige Bezeichnung Arctosa leopardus wurde erstmals 1856 von Tord Tamerlan Teodor Thorell angewandt. Zur durchgehenden Bezeichnung für den Leoparden-Wühlwolf wurde diese 1959 unter Willi Knülle, als er die Art wieder in die Gattung der Wühlwölfe (Arctosa) stellte, nachdem diese vier Jahre zuvor von Carl Friedrich Roewer in die Gattung Megarctosa unter der Bezeichnung M. leopardus umgegliedert worden war. Zuvor wurde der Leoparden-Wühlwolf von verschiedenen Autoren auch unter anderen Bezeichnungen geführt, die heute nicht mehr gültig sind.
Der Artname leopardus stammt aus der lateinischen Sprache und weist auf den Leoparden (Panthera pardus) hin. Überdies ist das lateinische Wort eine Abwandlung des altgriechischen λεόπαρδος (leopardos), das sich wiederum aus λέων (leon) für Löwe und πάρδος (pardos) für Panther zusammensetzt. Der Artname des Leoparden-Wühlwolfs deutet auf die ähnlich wie bei der Raubkatze fleckige Zeichnung der Spinne hin.